# 아츠타카 (연출가)
아츠타카(일본어: 敬天, 9월 3일 ~ 2014년 1월 11일)는 일본의 극작가이자 연출가이다. 나라현 출신이다.